# کیووا (کلرادو)
کیووا (به انگلیسی: Kiowa) شهری در ایالت کلرادو کشور ایالات متحده آمریکا است که جمعیت آن در سرشماری سال ۲۰۱۰ میلادی، ۷۲۳ نفر بوده است.